# فرانسیس کریک
فرانسیس هری کامپتون کریک (به انگلیسی: Francis Harry Compton Crick) (زاده ۸ ژوئن ۱۹۱۶ – درگذشته ۲۸ ژوئیه ۲۰۰۴)، زیست‌فیزیک‌دان انگلیسی و یکی از کاشفان ساختار دی‌ان‌ای است که به همراه جیمز واتسون و موریس ویلکینز، جایزه نوبل فیزیولوژی و پزشکی را در سال ۱۹۶۲ دریافت کرده است.

## زندگی
کریک در ۸ ژوئنِ ۱۹۱۶ برابر با ۱۸ خرداد ۱۲۹۵ در انگلستان، به دنیا آمد. در رشته فیزیک، تحصیلاتش را ادامه داد و پس از جنگ جهانی دوم، راه دیگری در پیش گرفت که در سال ۱۹۵۳ همراه جیمز واتسون، موفق به کشف ساختار مارپیچی دو رشته‌ای دی‌ان‌ای و در سال ۱۹۶۲ موفق به دریافت جایزه نوبل فیزیولوژی و پزشکی شد.
کریک، هنگام اعلام این کشف مهم، گفت که بشر با کشف تازه بر گوشه‌ای از اسرار حیات دست یافته است. وی گفت که همه موجودات زنده، دارای دی‌ان‌ای هستند که دو وظیفه مهم دارد؛ یکی حمل اطلاعات ژنتیکی به نسل‌های بعدی، و دیگری، به وجود آوردن المثنّای خود.
فرانسیس کریک در ۲۸ ژوئیه ۲۰۰۴ برابر با ۷ مرداد ۱۳۸۳ در سن ۸۸ سالگی در بیمارستانی در سن دیگوی، کالیفرنیا، بر اثر سرطان روده بزرگ درگذشت.
او معتقد بود قرن بیست و یکم قرن ارتباط زیست‌شناسی با مطالعات خودآگاهی خواهد بود.

## دیدگاه کریک نسبت به دین
کریک یک خداناباور بود. در دیدگاه وی مذهب ممکن است برای یک فرد بالغ در خلوت خودش خوب باشد ولی نباید به جوان ترها به اجبار تحمیل شود.